# Campionati italiani di sci alpino 2022
I Campionati italiani di sci alpino 2022 si sono svolti a Bardonecchia e a Sestriere dal 23 al 27 marzo; il programma ha incluso gare di discesa libera, supergigante, slalom gigante, slalom speciale e combinata, sia maschili sia femminili. 
Trattandosi di competizioni valide anche ai fini del punteggio FIS, vi hanno potuto partecipare anche sciatori di altre federazioni, senza che questo consentisse loro di concorrere al titolo nazionale italiano. 

## Risultati

### Uomini

#### Discesa libera
| Pos. | Atleta                  | Nazione | Tempo   |
| ---- | ----------------------- | ------- | ------- |
| 1    | Dominik Paris           | Italia  | 1:29,00 |
| 2    | Matteo Marsaglia        | Italia  | 1:29,93 |
| 3    | Christof Innerhofer     | Italia  | 1:30,00 |
| 4    | Nicolò Molteni          | Italia  | 1:30,18 |
| 5    | Marco Abbruzzese        | Italia  | 1:30,73 |
| 6    | Pietro Zazzi            | Italia  | 1:30,86 |
| 7    | Benjamin Jacques Alliod | Italia  | 1:31,14 |
| 8    | Riccardo Tonetti        | Italia  | 1:31,24 |
| 9    | Mattia Cason            | Italia  | 1:31,26 |
| 10   | Federico Simoni         | Italia  | 1:31,35 |

Località: Bardonecchia

Data: 23 marzo

#### Supergigante
| Pos. | Atleta              | Nazione | Tempo   |
| ---- | ------------------- | ------- | ------- |
| 1    | Christof Innerhofer | Italia  | 1:10,50 |
| 2    | Pietro Zazzi        | Italia  | 1:11,13 |
| 3    | Giovanni Borsotti   | Italia  | 1:11,15 |
| 4    | Matteo Marsaglia    | Italia  | 1:11,25 |
| 5    | Matteo Franzoso     | Italia  | 1:11,35 |
| 6    | Tobias Kastlunger   | Italia  | 1:11,64 |
| 7    | Alex Hofer          | Italia  | 1:11,65 |
| 8    | Riccardo Tonetti    | Italia  | 1:11,68 |
| 8    | Giulio Zuccarini    | Italia  | 1:11,68 |
| 10   | Marco Abbruzzese    | Italia  | 1:12,05 |

Località: Bardonecchia

Data: 24 marzo

#### Slalom gigante
| Pos. | Atleta             | Nazione | Tempo   |
| ---- | ------------------ | ------- | ------- |
| 1    | Alex Hofer         | Italia  | 2:16,77 |
| 2    | Giovanni Franzoni  | Italia  | 2:17,02 |
| 3    | Riccardo Tonetti   | Italia  | 2:17,07 |
| 4    | Tobias Kastlunger  | Italia  | 2:17,10 |
| 5    | Simon Maurberger   | Italia  | 2:17,12 |
| 6    | Giovanni Borsotti  | Italia  | 2:17,30 |
| 7    | Luca Taranzano     | Italia  | 2:17,67 |
| 8    | Erik Read          | Canada  | 2:17,68 |
| 9    | Filippo Della Vite | Italia  | 2:17,73 |
| 10   | Giulio Zuccarini   | Italia  | 2:17,87 |

Località: Sestriere

Data: 25 marzo

#### Slalom speciale
| Pos. | Atleta               | Nazione | Tempo   |
| ---- | -------------------- | ------- | ------- |
| 1    | Alex Vinatzer        | Italia  | 1:49,44 |
| 2    | Tobias Kastlunger    | Italia  | 1:49,96 |
| 3    | Stefano Gross        | Italia  | 1:50,07 |
| 4    | Simon Maurberger     | Italia  | 1:50,51 |
| 5    | Gianlorenzo Di Paolo | Italia  | 1:50,56 |
| 6    | Giuliano Razzoli     | Italia  | 1:50,78 |
| 7    | Federico Liberatore  | Italia  | 1:50,96 |
| 8    | Tommaso Saccardi     | Italia  | 1:51,03 |
| 9    | Hans Vaccari         | Italia  | 1:51,49 |
| 10   | Corrado Barbera      | Italia  | 1:51,89 |

Località: Sestriere

Data: 27 marzo

#### Combinata
| Pos. | Atleta                  | Nazione | Tempo   |
| ---- | ----------------------- | ------- | ------- |
| 1    | Erik Read               | Canada  | 1:52,75 |
| 2    | Giovanni Borsotti       | Italia  | 1:52,78 |
| 3    | Alex Hofer              | Italia  | 1:52,97 |
| 4    | Marco Abbruzzese        | Italia  | 1:53,17 |
| 5    | Tobias Kastlunger       | Italia  | 1:53,43 |
| 6    | Matteo Franzoso         | Italia  | 1:53,83 |
| 7    | Manuel Ploner           | Italia  | 1:53,92 |
| 8    | Benjamin Jacques Alliod | Italia  | 1:54,27 |
| 9    | Simone Da Prada         | Italia  | 1:54,55 |
| 10   | Riccardo Allegrini      | Italia  | 1:54,79 |

Località: Bardonecchia

Data: 24 marzo

### Donne

#### Discesa libera
| Pos. | Atleta                  | Nazione | Tempo   |
| ---- | ----------------------- | ------- | ------- |
| 1    | Nadia Delago            | Italia  | 1:34,89 |
| 2    | Nicol Delago            | Italia  | 1:36,25 |
| 3    | Karoline Pichler        | Italia  | 1:36,43 |
| 4    | Roberta Melesi          | Italia  | 1:36,83 |
| 5    | Monica Zanoner          | Italia  | 1:37,33 |
| 6    | Sara Allemand           | Italia  | 1:37,35 |
| 7    | Vicky Bernardi          | Italia  | 1:37,46 |
| 8    | Valentina Cillara Rossi | Italia  | 1:37,72 |
| 9    | Sofia Pizzato           | Italia  | 1:37,99 |
| 10   | Héloïse Edifizi         | Italia  | 1:38,00 |

Località: Bardonecchia

Data: 23 marzo

#### Supergigante
| Pos. | Atleta             | Nazione | Tempo   |
| ---- | ------------------ | ------- | ------- |
| 1    | Nicol Delago       | Italia  | 1:16,12 |
| 2    | Roberta Melesi     | Italia  | 1:16,19 |
| 3    | Nadia Delago       | Italia  | 1:16,76 |
| 4    | Monica Zanoner     | Italia  | 1:16,82 |
| 5    | Karoline Pichler   | Italia  | 1:16,99 |
| 6    | Ilaria Ghisalberti | Italia  | 1:17,48 |
| 7    | Sara Allemand      | Italia  | 1:17,50 |
| 8    | Sofia Pizzato      | Italia  | 1:17,82 |
| 9    | Vicky Bernardi     | Italia  | 1:18,05 |
| 10   | Carlotta Da Canal  | Italia  | 1:18,09 |

Località: Bardonecchia

Data: 25 marzo

#### Slalom gigante
| Pos. | Atleta                  | Nazione | Tempo   |
| ---- | ----------------------- | ------- | ------- |
| 1    | Elisa Platino           | Italia  | 2:26,99 |
| 2    | Marta Bassino           | Italia  | 2:27,17 |
| 3    | Roberta Melesi          | Italia  | 2:27,22 |
| 4    | Federica Brignone       | Italia  | 2:27,74 |
| 5    | Valentina Cillara Rossi | Italia  | 2:28,42 |
| 6    | Karoline Pichler        | Italia  | 2:28,52 |
| 7    | Sara Allemand           | Italia  | 2:28,64 |
| 7    | Asja Zenere             | Italia  | 2:28,64 |
| 9    | Francesca Fanti         | Italia  | 2:28,66 |
| 10   | Ilaria Ghisalberti      | Italia  | 2:28,73 |

Località: Sestriere

Data: 26 marzo

#### Slalom speciale
| Pos. | Atleta                       | Nazione | Tempo   |
| ---- | ---------------------------- | ------- | ------- |
| 1    | Petra Unterholzner           | Italia  | 1:42,11 |
| 2    | Lucrezia Lorenzi             | Italia  | 1:42,23 |
| 3    | Vera Tschurtschenthaler      | Italia  | 1:42,38 |
| 4    | Serena Viviani               | Italia  | 1:42,58 |
| 5    | Lara Della Mea               | Italia  | 1:42,94 |
| 5    | Marika Mascherona            | Italia  | 1:42,94 |
| 7    | Celina Haller                | Italia  | 1:43,44 |
| 8    | Annette Belfrond             | Italia  | 1:43,52 |
| 9    | Carlotta Maria Clara Marcora | Italia  | 1:43,76 |
| 10   | Francesca Fanti              | Italia  | 1:44,40 |

Località: Sestriere

Data: 27 marzo

#### Combinata
| Pos. | Atleta                  | Nazione | Tempo   |
| ---- | ----------------------- | ------- | ------- |
| 1    | Roberta Melesi          | Italia  | 2:01,13 |
| 2    | Nicol Delago            | Italia  | 2:01,43 |
| 3    | Karoline Pichler        | Italia  | 2:01,95 |
| 4    | Sara Allemand           | Italia  | 2:02,35 |
| 5    | Ilaria Ghisalberti      | Italia  | 2:02,65 |
| 6    | Valentina Cillara Rossi | Italia  | 2:03,10 |
| 7    | Sofia Pizzato           | Italia  | 2:03,22 |
| 8    | Melissa Astegiano       | Italia  | 2:03,41 |
| 9    | Annette Belfrond        | Italia  | 2:03,65 |
| 10   | Matilde Lorenzi         | Italia  | 2:04,06 |

Località: Bardonecchia

Data: 25 marzo